# Raúl Olivares
Raúl Alejandro Olivares Gálvez (Maipú, provincia de Santiago, Chile, 17 de abril de 1988) es un futbolista chileno. Juega como guardameta en Santiago Wanderers de la Primera B de Chile.

## Trayectoria
En 2010, fue parte de la nómina de la selección de Chile para el torneo internacional Torneo Esperanzas de Toulon 2010. Junto a él están sus compañeros de equipo Sebastián Toro, Rafael Caroca, Luis Pavez y Cristóbal Jorquera
Raúl Olivares fue ascendido al primer equipo con solo 17 años en 2006, donde fue el tercer arquero, de Claudio Bravo y Alex Varas. En 2007, fue enviado a préstamo al club, Santiago Morning de la segunda división, siendo titular logrando subir a primera división del fútbol chileno. Por su buen desempeño es requerido por Claudio Borghi, a formar parte del plantel de Colo-Colo 2008. En el Torneo Apertura 2008, regresó al equipo de Colo-Colo, siendo el tercer arquero detrás de Cristián Muñoz y Rainer Wirth.
En el segundo periodo del torneo 2010 (Chile), jugó como titular en 16 partidos disputados, entregando el equipo en primer lugar de la tabla de posiciones de colo-colo.
A fines de 2011, tuvo que reemplazar a Juan Castillo en el clásico contra Universidad de Chile, donde Albert Acevedo le comete una grave lesión, fracturando la clavícula, y le fisura su cartílago de su oreja y lo deja totalmente incapacitado, pero se mantuvo dentro del campo de juego. Tomó la decisión de irse a préstamo, por el poco apoyo que él tuvo para su recuperación de su lesión. 
Parte a préstamo al club Deportes la Serena de Primera división del fútbol chileno, desempeñando una notable actuación, siendo elegido como figura de ese torneo por el CDF.
Para 2013 partió a préstamo a Unión Española. Jugó un partido clave, (Unión Española/Palestino), que gracias a su buena actuación Unión Española, sigue al tope de la tabla logrando salir campeón y clasificar a la Copa Libertadores.
A principios del año 2015, fue invitado por el club argentino, Estudiantes, a ser parte del equipo pudiendo ser su primera experiencia en el extranjero. Sin embargo, tras un breve período en el club argentino fue fichado por el club boliviano Universitario de Sucre, con el que participó de la Copa Libertadores 2015.
En junio de 2015, gracias a su gran actuación en la Copa Libertadores 2015, es fichado por uno de los clubes más grandes de Bolivia, el Club Deportivo Jorge Wilstermann, donde se destacó en la Copa Libertadores 2017 con el club "aviador".
En enero de 2018 decide retornar a su país en el Cobreloa de Calama.
Para el 2019 ficha por el recién ascendido Always Ready de la Primera División de  Bolivia.
En enero de 2020 arregló con el Club San José de la Primera División de Bolivia.

## Clubes
| Club                          | País      | Año       |
| ----------------------------- | --------- | --------- |
| Colo-Colo                     | Chile     | 2006-2014 |
| → Santiago Morning (cedido)   | Chile     | 2017      |
| → Unión San Felipe (cedido)   | Chile     | 2008      |
| → Deportes La Serena (cedido) | Chile     | 2012      |
| → Unión Española (cedido)     | Chile     | 2013-2014 |
| Universitario de Sucre        | Bolivia   | 2015      |
| Jorge Wilstermann             | Bolivia   | 2015-2017 |
| Cobreloa                      | Chile     | 2018      |
| Club Always Ready             | Bolivia   | 2019      |
| Deportes La Serena            | Chile     | 2020-2021 |
| Universitario de Vinto        | Bolivia   | 2022-2024 |
| Monagas                       | Venezuela | 2025      |
| Santiago Wanderers            | Chile     | 2025-Act. |

## Palmarés

### Campeonatos nacionales
| Título             | Club              | País    | Año    |
| ------------------ | ----------------- | ------- | ------ |
| Primera División   | Colo-Colo         | Chile   | 2006-A |
| Primera División   | Colo-Colo         | Chile   | 2006-C |
| Primera División   | Colo-Colo         | Chile   | 2008-C |
| Primera División   | Colo-Colo         | Chile   | 2009-C |
| Primera División   | Unión Española    | Chile   | 2013-T |
| Supercopa de Chile | Unión Española    | Chile   | 2013   |
| Primera División   | Jorge Wilstermann | Bolivia | 2016-C |